# Филия
Фили́я (др.-греч. φιλία) — одно из четырёх древнегреческих слов (наряду с э́рос, сторге, агапе), часто переводимое как «дружба» или «любовь», не имеет точного соответствия в других языках. Оно обозначает не только «дружбу», но и «дружественность», «расположение», «притяжение», «влечение», привязанность». Одно из центральных понятий натурфилософии Эмпедокла. Существительное «филия» происходит от  глагола φῐλέω (philéō, “любить”) + суффикс ῐ́ᾱ (от прото-индо-европейский глагола *-i-eh₂ («нести»).
В честь понятия «филия» назван астероид (280) Филия открытый 29 октября 1888 года австрийским астрономом Иоганном Пализой в обсерватории города Вены.
Целый ряд имён греческого происхождения содержат корень «фил»: Теофил (Θεόφιλος «боголюб»), Филипп (Φίλιππος «любитель коней»), Филопатор (Φιλοπάτωρ «любящий своего отца»), Филомела (Φιλομήλη от μῆλον «плод; яблоко») и другие.

## Виды филии
Есть различные виды этой любви. Любовь к матери — «филоматор» (φιλομάτωρ), любовь к отцу — «филопатор» (φιλοπάτωρ), любовь к детям — «филопаис» (φιλοπαίσ), братолюбие — «филадельфия» (φιλαδελφία), любовь к мудрости — «философия» (φιλοσοφία).